# Magyar nyelvű filmes újságok listája
Az alábbi oldal a magyar nyelven megjelent filmes újságokat sorolja fel.

## 1900 után indított lapok
| Cím  | Kiadó | Kiadás ideje | Darabszám | Színes fényképek | Megjegyzések |
| ---- | ----- | ------------ | --------- | ---------------- | ------------ |
| Mozi |       | 1913         | 10 szám   | nem              |              |

## 1920 után indított lapok
| Cím                                                                      | Kiadó                                           | Kiadás ideje             | Darabszám | Színes fényképek | Megjegyzések |
| ------------------------------------------------------------------------ | ----------------------------------------------- | ------------------------ | --------- | ---------------- | --- |
| Film-Riport                                                              | Dorian-Film Rt.                                 | 1923 – 1929              |           | nem              | |
| Film és Művelődés: paedagogiai, népművelési és művészeti havi filmszemle | Magyar-Holland Kulturgazdasági Rt.              | 1926 – 1933              |           | nem              | |
| Film Színház Irodalom                                                    | Athenaeum Nyomda Rt.                            | 1938 – 1996              |           | nem              | 1952-től Színház és Mozi, 1960-tól Film Színház Muzsika címen jelent meg. https://adt.arcanum.com/hu/collection/FilmSzinhazMuzsika/ |
| Mozi újság                                                               | Magánkiadás                                     | 1936 – 1938, 1941 – 1944 |           | nem              | képes filmhetilap |
| Sztár: film-magazin                                                      | Pán Imre Kiadása                                | 1937 – 1944              |           | nem              | |
| Magyar Film                                                              | a Színművészeti és Filmművészeti Kamara kiadása | 1939 - 1944              |           | nem              | képes hetilap https://epa.oszk.hu/01300/01373                                                                                       |

## 1945 után indított lapok
| Cím | Kiadó                                        | Kiadás ideje    | Darabszám | Színes fényképek | Megjegyzések                                           |
| --- | -------------------------------------------- | --------------- | --------- | ---------------- | ------------------------------------------------------ |
| [A] Színháztudományi és Filmtudományi Intézet Szemléje                                                                                              |                                              | 1957 – 1958     | 20 szám   | nem              |                                                        |
| Filmtechnikai és gazdasági tájékoztató: beszámolók, kivonatok, külföldi folyóiratokból, könyvekből; művelődéstudományi kérdések külföldön és itthon | Magyar Filmtudományi Intézet és Filmarchívum | 1957 – 1961     | 33 db     | nem              |                                                        |
| Filmbarát. A filmművészeti körök tájékoztatója | Színháztudományi és Filmtudományi Intézet    | 1958 – 1959     | 3 db      | nem              |                                                        |
| Filmvilág. Filmművészeti folyóirat | Lapkiadó Vállalat                            | 1958 – napjaink |           | nem              |                                                        |
| Filmkultúra | Magyar Filmtudományi Intézet és Filmarchívum | 1960 – 1995     | 241 db    | nem              |                                                        |
| Film és Ifjúság | Tankönyvkiadó Vállalat                       | 1961 – 1963     | 7 db      | nem              |                                                        |
| Nemzetközi Filmtájékoztató | Magyar Filmtudományi Intézet és Filmarchívum | 1962 – 1984     |           | nem              |                                                        |
| Képes Filmhíradó | Mozgókép-forgalmazási Vállalat               | 1964 – 1976     |           | nem              | https://adt.arcanum.com/hu/collection/KepesFilmHirado/ |
| Filmtudományi Szemle | Magyar Filmtudományi Intézet és Filmarchívum | 1972 – 1983     | 41 szám   | nem              |                                                        |

## 1990 után indított lapok
| Cím                                                            | Kiadó                                             | Kiadás ideje     | Darabszám | Színes fényképek | Megjegyzések                                                                                   |
| -------------------------------------------------------------- | ------------------------------------------------- | ---------------- | --------- | ---------------- | ---------------------------------------------------------------------------------------------- |
| Cinema magazin                                                 | Zemak Hungária Kft.                               | 1991 – 2008      | 209 szám  | igen             |                                                                                                |
| Filmspirál                                                     | Magyar Filmintézet                                | 1992 – 2004      | 33 szám   | nem              |                                                                                                |
| Cinema Video Plus                                              | Midi Music Kft.                                   | 1995 – 1996      | 22 szám   | igen             |                                                                                                |
| Vox Mozimagazin                                                | Free Style Entertainment Press Kft.               | 1997 – napjaink  |           | igen             |                                                                                                |
| Metropolis. Filmelméleti és filmtörténeti folyóirat            | Kosztolányi Dezső Kávéház Kulturális Alapítvány   | 1997 – napjaink  |           | nem              | https://adt.arcanum.com/hu/collection/Metropolis/                                              |
| Filmtett                                                       | Filmtett Egyesület                                | 2000 – 2008      | 76 szám   | nem              |                                                                                                |
| DVD Filmcsillag                                                | International Publishing House Kft.               | 2001/2002 – 2005 |           | igen             |                                                                                                |
| Nemzetközi DVD Magazin                                         | International Publishing House Kft.               | 2002 – 2005      |           | igen             |                                                                                                |
| DVD sztár magazin: havonta DVD-melléklettel megjelenő kiadvány | Best Hollywood                                    | 2003 – 2005      |           | igen             |                                                                                                |
| Muszter: Örökmozgóképújság                                     | Magyar Nemzeti Filmarchívum                       | 2003 – 2011?     |           | nem              |                                                                                                |
| Mozinet Magazin                                                | Mozinet Magazin Lap- és Könyvkiadó Nonprofit Kft. | 2004 – 2011      |           | nem              |                                                                                                |
| Prizma                                                         | Tudással A Jövőért Közhasznú Alapítvány           | 2009 – napjaink  |           | igen             |                                                                                                |
| Mozimánia                                                      | M54 Média Kft.                                    | 2010 – 2020      |           | igen             | 2019-től Sorozatmánia címen jelent meg. 2020-tól online változata van: http://acinemanias.com/ |